# Bergbau im Kreis Borken
Der Bergbau im Kreis Borken im Regierungsbezirk Münster, Nordrhein-Westfalen, fokussiert sich auf die Gewinnung von Steinsalz. Für den früheren Bergbau im Ruhrgebiet wurde im Kreis das Grubenholz angebaut.
Im 19. Jahrhundert wurde Strontianit abgebaut, etwa im Schacht Adrian in Nordick.
In Epe und in Ahaus wird durch Bohrlöcher des Salzbergwerks Epe der Salzgewinnungsgesellschaft Westfalen (SGW) seit 1972 stratiformes Steinsalz des Zechsteins in Tiefen bis etwa 1400 m ausgesolt. Das Salz besteht zu 98 bis 99 % aus Natriumchlorid (NaCl), ist also sehr rein. Die Lagerstätte ist bis zu 400 m mächtig, relativ flach gelagert und sie weist kaum Verwerfungen oder Störungen auf. Die Fördermenge liegt bei 2 Millionen Tonnen Salz pro Jahr. Einige Kavernen dienen als Untergrundspeicher für Erdöl oder Erdgas.
Es werden auch unkonventionelle Erdgas-Vorkommen vermutet, die gegenwärtig nicht bergbaulich genutzt werden. Für den Kreis Borken sind nahezu auf der gesamten Fläche Bergbauberechtigungen für Steinkohle, Salz und Eisenerze vergeben. Es ist jedoch noch nicht klar, wann diese in der Zukunft zum Tragen kommen.